# Aleksandr Aksinin
Aleksandr Timofeyevich Aksinin (Александр Тимофеевич Аксинин, orthographe française Alexandre Timofeïevitch Aksinine), né le 4 novembre 1954 et mort le 28 juillet 2020, est un athlète russe, spécialiste du 100 m, champion olympique pour l'Union soviétique.
Aux Jeux olympiques d'été de 1976, il remporta une première médaille en relais. Quatre ans plus tard à Moscou, il devenait champion olympique sur le 4 × 100 m.
Aux championnats d'Europe en 1982, il obtenait le titre, toujours en relais, avant de mettre un terme à sa carrière.

## Palmarès

### Jeux olympiques
- Jeux olympiques d'été de 1976 à Montréal (Canada)
  - éliminé en demi-finale sur 100 m
  -  Médaille de bronze en relais 4 × 100 m
- Jeux olympiques d'été de 1980 à Moscou (URSS)
  - 4e sur 100 m en 10 s 42
  -  Médaille d'or en relais 4 × 100 m en 38 s 26

### Championnats d'Europe d'athlétisme
- Championnats d'Europe d'athlétisme de 1978 à Prague (République tchèque)
  - 7e sur 200 m
  -  Médaille de bronze en relais 4 × 100 m
- Championnats d'Europe d'athlétisme de 1982 à Athènes (Grèce)
  -  Médaille d'or en relais 4 × 100 m

### Championnats d'Europe d'athlétisme en salle
- Championnats d'Europe d'athlétisme en salle de 1975 à Katowice (Pologne)
  -  Médaille d'argent sur 60 m
- Championnats d'Europe d'athlétisme en salle de 1978 à Milan (Italie)
  -  Médaille de bronze sur 60 m
- Championnats d'Europe d'athlétisme en salle de 1979 à Vienne (Autriche)
  - 4e sur 60 m
- Championnats d'Europe d'athlétisme en salle de 1980 à Sindelfingen (Allemagne de l'Ouest)
  -  Médaille de bronze sur 60 m